# Passalora nopomingensis
Passalora nopomingensis är en svampart som först beskrevs av B. Sutton, och fick sitt nu gällande namn av U. Braun & Crous 2003. Passalora nopomingensis ingår i släktet Passalora och familjen Mycosphaerellaceae.   Inga underarter finns listade i Catalogue of Life.